# 25765 Heatherlynne
25765 Heatherlynne è un asteroide della fascia principale. Scoperto nel 2000, presenta un'orbita caratterizzata da un semiasse maggiore pari a 2,9330942 UA e da un'eccentricità di 0,1170114, inclinata di 1,95983° rispetto all'eclittica.